# Rękawka

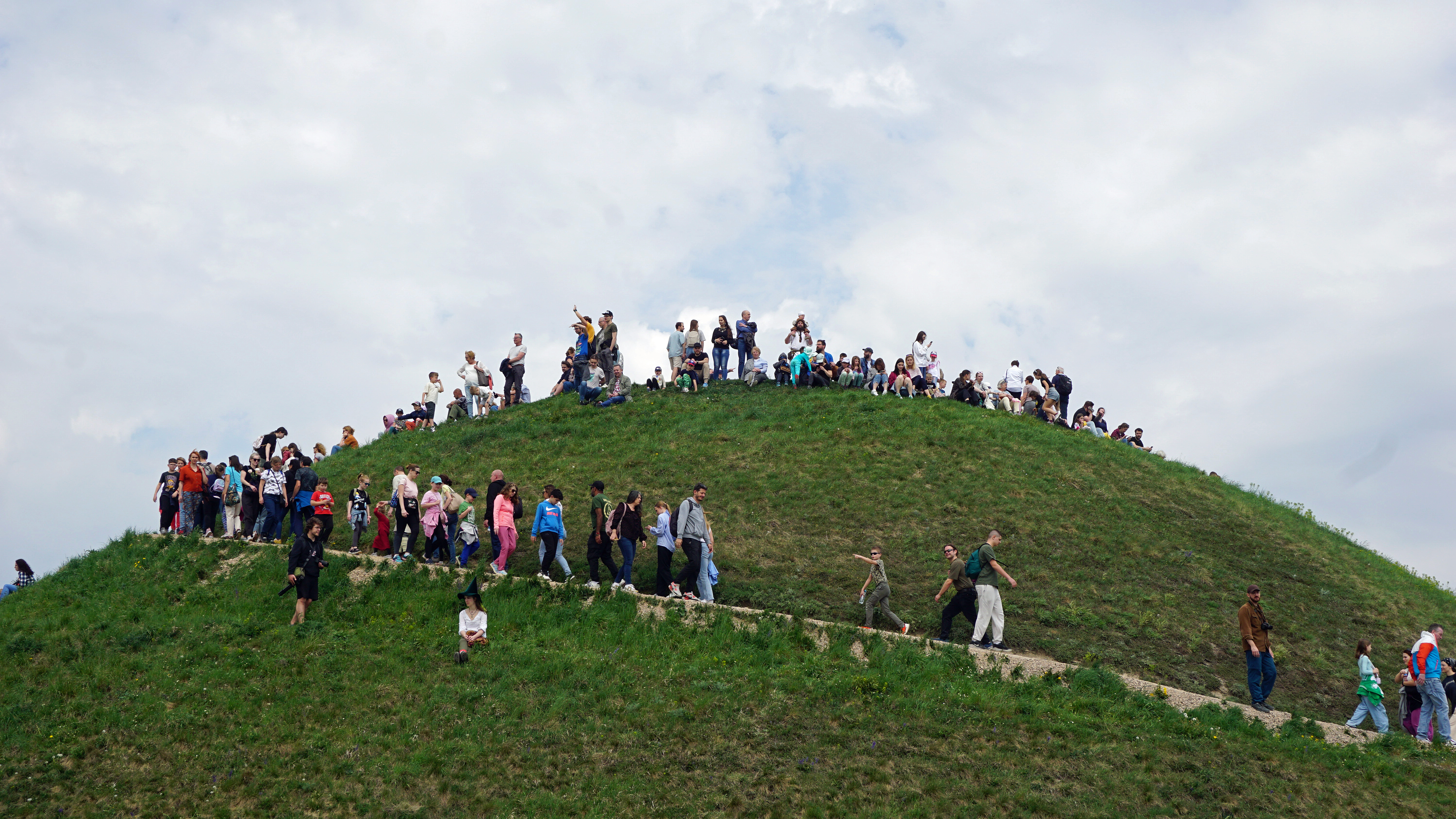
Festiwal „Tradycyjne Święto Rękawki” pod Kopcem Krakusa

Rękawka – krakowskie święto, obchodzone na Wzgórzu Lasoty po pierwszej wiosennej pełni (obecnie najczęściej we Wtorek Wielkanocny), nawiązujące do słowiańskiej tradycji wiosennego święta zmarłych. Do tradycji Rękawki należy m.in. rzucanie oraz toczenie jaj, symbolu nowego życia.

## Historia
Nazwa zwyczaju pochodzi od nazwy kopca Kraka, który na sztychu Matthäusa Meriana i Vischera de Jonge, z ok. 1600 roku nazwany jest Tumulus dictus Rekawka (Kopiec zwany Rekawka), a w rejestrze obejmującym spis wydatków związanych z uroczystością koronacji Henryka Walezego widnieje pozycja dotycząca iluminacji kopca z tejże okazji: Chłopom co palili ogień na Rekawce na Te Deum laud. po koronacyjnej i co drwa tamże nosili, groszy 21.
Wiąże się go z legendą o kopcu, usypanym po śmierci Kraka przez lud. Tradycja podaje, że ziemię na kopiec noszono w rękawach i stąd wzięła się nazwa „Rękawka”. Na podobny źródłosłów wskazuje jedna z fraszek Jana Kochanowskiego, w której „rękawka” oznacza grobowiec usypany rękami. Rękawka swoimi korzeniami niewątpliwie nawiązuje do pogańskich obrzędów związanych z Dziadami wiosennymi, przypadającymi na okres przesilenia wiosennego. Sam źródłosłów, wbrew ludowej tradycji, nie ma nic wspólnego z noszeniem ziemi, chociaż nawiązuje do kultu zmarłych.
Nazwa może pochodzić od prasłowiańskiego słowa o znaczeniu związanym z pochówkiem (czeskie rakev, słowackie rakva – trumna, serbskie рака/raka – grób, chorwackie rakva – grób, słoweńskie raka – mary, grób, starosłowiańskie raka – grób, rosyjskie рака/raka – arka/trumna na relikwie, wspólne rosyjskie, białoruskie, ukraińskie рака/raka – "grobowiec z relikwiami świętego", bułgarskie рака/raka – "szkatuła z relikwiami"; Walery Leonidowicz Wasiljew wywodzi prasłowiańskie *raka ⇐ *orka ⇐ łacińskie arka, zaś Saskia Pronk-Tiethoff prasłowiańskie *orka "grobowiec, relikwiarz" wywodzi bezpośrednio z (mającego ten sam łaciński źródłosłów) pragermańskiego *arkō "pudło, skrzynia; arka"). W 1592 roku miała miejsce przed Sądem Ziemskim Krakowskim sprawa dotycząca granic Woli. Chodziło o: gwałtowne rozrzucenie kopców siedemnastu, które rozdzielają dziedzinę wsi Woli Świętoduskiej od grontu miasta Kazimierza, wsi Janowa Wola oraz o gwałtowne osiedzenie grontu i dziedziny wsi Woli..., to jest sześci stajan, tak przy rolach pod górą Lasotyną, a przy gościńcu, który idzie z Kazimierza do Wieliczki. W dokumencie znajdujemy szczegółowy opis granic Woli, do których m.in. przylegały łąki miasta Kazimierza, jedna z nich, leżąca przy gościńcu wielickim (obecnie ul. Wielicka; ul. Krakowska za czasów odrębności Kazimierza zwana była też wielicką, gdyż prowadziła do Wieliczki, następnie mniej więcej linią wytyczoną obecną ulicą Limanowskiego aż do dzisiejszej Wielickiej), po stronie zachodniej nazywała się Raczka.
Do przejawów pierwotnej czci oddawanej zmarłym należało między innymi zrzucanie ze wzgórza pokarmów i monet. Możliwe, że nastąpiło to, w oparciu o, być może jeszcze przedsłowiański, kopiec oraz połączenie wątków z legendy o Kraku z wierzeniami słowiańskimi. Obrzęd może być również echem dawnych tradycji celtyckich związanych z kultem boga śmierci Smertiusa.
Po stoku kopca co możniejsi toczyli jajka, szewskie placki, obwarzanki, bułki, jabłka, pierniki, wprost w ręce chłopców i gawiedzi. Jeszcze w 1939 największą atrakcją było rzucanie z góry chleba, jabłek, pisanek, zabawek, baloników.
Przypuszcza się, że budowa pochodzącego z XI lub XII wieku kościoła św. Benedykta i ustanowienie święta patrona w dniu 21 marca (pierwszy dzień wiosny), było reakcją Kościoła katolickiego na żywe słowiańskie praktyki religijne na Krzemionkach. Historycznie rzecz ujmując, co najmniej od XVII wieku, o czym świadczą przekazy źródłowe, ze szczytu kopca w czas odpustu (we wtorek, będący kiedyś również dniem świątecznym) zamożni krakowianie zrzucali owoce, słodycze i pieniądze (w powierzchniowej warstwie odnaleziono monety z różnych okresów dziejowych), zaś biedni, żacy i dzieci zbierali je u podnóża. Do połowy XIX w. Rękawka odbywała się na samym kopcu Krakusa, jednak po przekopaniu wzgórza na potrzeby budowy linii kolejowej, przeniosła się na górę św. Benedykta w północnej części wzgórza Lasoty i połączona została z odpustem i ludową zabawą koło kościoła św. Benedykta na Krzemionkach.
W okresie przynależności miasta do Austrii, w 1897 roku obchody zostały zakazane. Zamknięto nawet dojście na kopiec. Władze planowały w tej okolicy budowę fortu artyleryjskiego, a ponadto chciały zlikwidować tumult i przejawy agresji wśród zgromadzonych pod kopcem.

### Współcześnie
W wyniku zakazu obchodów, wydanego przez Austriaków w trakcie zaborów, po odzyskaniu niepodległości aż do końca XX wieku jedyną pozostałością po Rękawce był odpust odbywający się przy pobliskim kościele św. Benedykta. Od 2001 roku na Kopcu i wokół niego odbywa się świecki festyn pod nazwą „Tradycyjne Święto Rękawki”, organizowany przez Centrum Kultury Podgórza oraz Drużynę Wojów Wiślańskich „Krak”, nawiązujący do domniemanego przedchrześcijańskiego charakteru zwyczaju, w ramach którego prezentowane są inscenizacje obrzędów związanych z nadejściem wiosny, pokazy rekonstrukcji życia we wczesnośredniowiecznych osadach oraz walka wojów.

## Podobne festyny

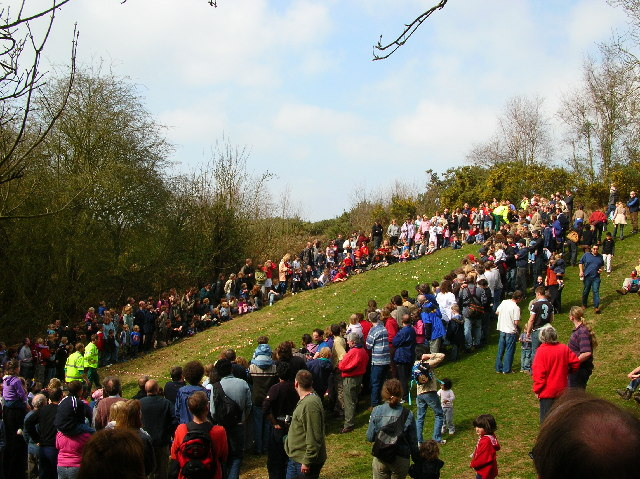
Toczenie jajek wielkanocnych w Anglii

W okresie Wielkanocnym podobne zwyczaje odbywają się w wielu krajach m.in. w Anglii, Niemczech, Rosji. Za przykłady mogą uchodzić: skandynawskie Äggrullning, angielskie Egg rolling, czy niemieckie Ostereierschieben w pobliżu Budziszyna.